# Kanton Felletin
Der Kanton Felletin (okzitanisch Canton Falatin) ist seit 1790 ein französischer Wahlkreis im Département Creuse in der Region Nouvelle-Aquitaine; sein Hauptort ist Felletin.

## Lage
Der Kanton liegt im Süden des Départements Creuse.

## Geschichte
Der Kanton entstand am 15. Februar 1790. Von 1801 bis 2015 gehörten neun Gemeinden zum Kanton Felletin. Mit der Neuordnung der Kantone in Frankreich wechselten weitere zehn Gemeinden aus anderen Kantonen zum Kanton Felletin. Diese kommen aus den Kantonen Gentioux-Pigerolles (7 Gemeinden) und Royère-de-Vassivière (3 Gemeinden).

## Gemeinden
Der Kanton besteht aus 19 Gemeinden mit insgesamt 6449 Einwohnern (Stand: 1. Januar 2022) auf einer Gesamtfläche von 577,45 km²:
| Gemeinde                  | Einwohner 1. Januar 2022 | Fläche km² | Dichte Einw./km² | Code INSEE | Postleitzahl | Arrondissement |
| ------------------------- | ------------------------ | ---------- | ---------------- | ---------- | ------------ | -------------- |
| Croze                     | 187                      | 22,16      | 8                | 23071      | 23500        | Aubusson       |
| Faux-la-Montagne          | 448                      | 47,89      | 9                | 23077      | 23340        | Aubusson       |
| Felletin                  | 1.552                    | 13,74      | 113              | 23079      | 23500        | Aubusson       |
| Féniers                   | 108                      | 14,33      | 8                | 23080      | 23100        | Aubusson       |
| Gentioux-Pigerolles       | 371                      | 79,29      | 5                | 23090      | 23340        | Aubusson       |
| Gioux                     | 179                      | 37,42      | 5                | 23091      | 23500        | Aubusson       |
| La Nouaille               | 228                      | 48,12      | 5                | 23144      | 23500        | Aubusson       |
| La Villedieu              | 51                       | 5,63       | 9                | 23264      | 23340        | Aubusson       |
| Le Monteil-au-Vicomte     | 217                      | 14,40      | 15               | 23134      | 23460        | Guéret         |
| Moutier-Rozeille          | 433                      | 19,66      | 22               | 23140      | 23200        | Aubusson       |
| Poussanges                | 150                      | 23,35      | 6                | 23158      | 23500        | Aubusson       |
| Royère-de-Vassivière      | 572                      | 74,14      | 8                | 23165      | 23460        | Guéret         |
| Sainte-Feyre-la-Montagne  | 120                      | 6,84       | 18               | 23194      | 23500        | Aubusson       |
| Saint-Frion               | 252                      | 18,76      | 13               | 23196      | 23500        | Aubusson       |
| Saint-Marc-à-Loubaud      | 126                      | 18,42      | 7                | 23212      | 23460        | Aubusson       |
| Saint-Martin-Château      | 152                      | 31,25      | 5                | 23216      | 23460        | Guéret         |
| Saint-Quentin-la-Chabanne | 368                      | 29,59      | 12               | 23238      | 23500        | Aubusson       |
| Saint-Yrieix-la-Montagne  | 221                      | 24,04      | 9                | 23249      | 23460        | Aubusson       |
| Vallière                  | 714                      | 48,42      | 15               | 23257      | 23120        | Aubusson       |
| Kanton Felletin           | 6.449                    | 577,45     | 11               | 2309       | –            | –              |

Bis zur landesweiten Neuordnung der französischen Kantone im März 2015 gehörten zum Kanton Felletin die neun Gemeinden Croze, Felletin, Moutier-Rozeille, Poussanges, Sainte-Feyre-la-Montagne, Saint-Frion, Saint-Quentin-la-Chabanne, Saint-Yrieix-la-Montagne und Vallière. Sein Zuschnitt entsprach einer Fläche von 206,56 km2. Er besaß vor 2015 den INSEE-Code 2316.

## Bevölkerungsentwicklung des alten Kantons bis 2012
| 1962 | 1968 | 1975 | 1982 | 1990 | 1999 | 2006 | 2012 |
| ---- | ---- | ---- | ---- | ---- | ---- | ---- | ---- |
| 5669 | 5376 | 5228 | 5013 | 4693 | 4386 | 4315 | 4249 |

## Politik
Bei der Stichwahl zum Generalrat des Départements Creuse am 29. März 2015 gewann das Gespann Agnès Guillemot/Jean-Luc Leger (Union de la gauche) gegen Valérie Bertin / Claude Bialoux (Union de la droite) mit einem Stimmenanteil von 53,67 % (Wahlbeteiligung:65,41 %).
| Vertreter im conseil général des Départements | Vertreter im conseil général des Départements | Vertreter im conseil général des Départements |
| Amtszeit                                      | Name                                          | Partei                                        |
| --------------------------------------------- | --------------------------------------------- | --------------------------------------------- |
| 1982–1982                                     | Pierre Chausselat                             | RPR                                           |
| 1982–1994                                     | Pierre Gaudon                                 | PS                                            |
| 1994–2015                                     | Yves Chamfreau                                | RPR, dannUMP                                  |
| 2015–                                         | Agnès Guillemot Jean-Luc Leger                | Union de la gauche                            |